# Riziero Vallari
Rizieri Vallari (Rosario, 7 novembre 1911 – Mantova, 20 aprile 1994) è stato un calciatore argentino, di ruolo centravanti.

## Biografia
A Mantova dove ha giocato per sette stagioni era chiamato Vallari III.

## Carriera
Ala argentina per il Mantova, gioca dalla stagione 1929-30, realizzando 7 reti nella prima e 13 reti nella seconda stagione mantovana, nella stagione 1931-32 mette a segno altre 12 reti. Chiude la sua permanenza nella stagione 1937-38.